# Partido Independentista Puertorriqueño
El Partido Independentista Puertorriqueño (PIP) es un partido político de Puerto Rico que aboga por la independencia de ese territorio de los Estados Unidos. Fue fundado por Gilberto Concepción de Gracia el 20 de octubre de 1946, en la gallera Tres Palmas del municipio de Bayamón, para servir a la lucha cívica y electoral por la independencia del país, luego de que el Partido Popular Democrático abandonara la ideología independentista al obtener el poder gubernamental. El PIP cree en la lucha cívica y electoral para lograr la independencia, ha utilizado el método de la desobediencia civil y propone un sistema económico socialdemócrata.

## Breve historia del PIP

Isotipo del PIP de Puerto Rico.

El PIP participó por primera vez en las elecciones generales de 1948, obteniendo alrededor del 10% de los votos. El Partido Independentista no participó de la Asamblea Constituyente de 1952 por entender que no se estaba redactando una verdadera constitución sino que simplemente se le cambiaba el nombre al mismo régimen colonial. Durante el proceso de votación se registró un fuerte abstencionismo como instrumento de protesta organizada por el PIP y otras organizaciones.
En las elecciones generales de 1952 el partido obtuvo el 20% de los votos y eligió a quince legisladores, convirtiéndose así en el principal partido de la oposición. A finales de la década de los '50 el PIP perdió gran parte de su apoyo electoral, convirtiéndose en un partido minoritario, sin casi ninguna posibilidad de obtener una victoria electoral, ya que sus votos rondan entre 2 al 3 por ciento del total de votos en las elecciones.
El PIP ha pasado por dos momentos de alto crecimiento, el primero ocurrió durante las elecciones de 1972 cuando lanzaron la campaña "Arriba los de abajo". Dicha campaña tenía un alto contenido de justicia social, e incluso elementos de las ideas socialistas que cobraron auge luego de la Revolución Cubana. Luego de dichas elecciones el partido sufrió una transformación radical, donde los sectores de la pequeña burguesía entraron en una lucha campal por el liderato contra sectores de la alta burguesía. Un tercer sector, liderados por las figuras de Carlos Gallizá y Luis Ángel Torres, que se llamaban a sí mismos "los terceristas" por no estar con uno u otro grupo, planteaban la creación de un partido independentista de la clase trabajadora, de corte marxista-leninista y que la dirección del partido fuera electa democráticamente. El grupo liderado por Rubén Berríos, apoyado por la base del Partido, obtuvo el apoyo mayoritario de la asamblea general. Este grupo luchaba en contra de que la cúpula fuera quien nombrara al presidente de la colectividad y se le llegó a conocer como "Rubén y los brutos" por ser gente de pueblo. Finalmente los terceristas abandonaron o fueron expulsados del partido, quienes junto a la juventud universitaria del PIP, llamada Juventud Independentista Universitaria, comenzaron a desarrollar un trabajo independiente que culminó en la fundación del Movimiento Socialista Popular en el 1974 (organización que posteriormente se une al Partido Socialista Revolucionario para formar el Movimiento Socialista de Trabajadores). Para esa misma época, el PIP y otros  ciudadanos de ideologías diferentes como el gobernador pro anexión estadounidense Pedro Rosselló lucharon en desobediencia civil que logró la salida de la Marina estadounidense de la isla-municipio de Culebra. Un sector de los líderes terceristas, especialmente los que abandonaron el proyecto del MSP y luego el Movimiento Socialista de Trabajadores, se han alineado más con el Partido Popular Democrático y sus posturas. Otro pequeño grupo regresó a las filas del PIP.
El Partido Independentista propone un sistema económico socialdemócrata. En las elecciones de 1984, el PIP sufrió una fuga de votos obteniendo sólo poco más de 60 000 sufragios. Sin embargo, para 1988 nuevamente el partido se recupera obteniendo más de 95 000 votos. Por otro lado el PIP es  un propulsor de  una Asamblea Legislativa unicameral, propuesta que en el año 2005 ganó el apoyo de la mayoría de los electores.
En el proceso eleccionario de 2000 el PIP obtuvo más de 100 000 votos para su candidato a la gobernación y se registró crecimiento en votos en casi todos los puestos electivos. En las elecciones de 2004 el PIP no quedó inscrito como partido político luego que no alcanzara el 3% de los votos íntegros o el 5% de los sufragios para su candidato a la gobernación. Muchos adujeron que la pérdida de la franquicia del PIP se debió al flujo del voto independentista no afiliado que cruzó filas para respaldar la candidatura de Aníbal Acevedo Vilá, como un voto en contra del entonces candidato y exgobernador, Pedro Rosselló. El partido se dedicó a recoger firmas y la re-inscripción del partido.
En el año 2006 el Partido Independentista Puertorriqueño organizó el Congreso Latinoamericano y Caribeño Por la Independencia de Puerto Rico en Panamá. A este congreso se unieron los principales partidos políticos de toda América Latina y el Caribe que apoyan la independencia de Puerto Rico. Aparte de los numerosos políticos también se unieron importantes figuras latinoamericanas en apoyo a la independencia de Puerto Rico, como Gabriel García Márquez, Ernesto Sabato, Mario Benedetti, Eduardo Galeano, Ana Lydia Vega, Luis Rafael Sánchez, Mayra Montero, Pablo Milanés y Carlos Alberto Libanio Christo, entre otros.
Para las elecciones generales de 2008 el Partido Independentista presentó como candidatos al doctor en economía Edwin Irizarry Mora para la gobernación y a la Lcda. Jessica Martínez Birriel como candidata a comisionada residente. El PIP no quedó inscrito por segundo cuatrienio consecutivo luego que no alcanzara el 3% de los votos íntegros, el 5% de los sufragios para su candidato a la gobernación o un 7% de votos bajo la insignia del partido . Hasta las elecciones de 2008 el PIP poseía dos escaños por acumulación en la Asamblea Legislativa del país, sin embargo, en las elecciones generales ambos escaños fueron perdidos perdiendo el partido toda representación legislativa.
Inmediatamente después de las elecciones el Partido Independentista Puertorriqueño comenzó las gestiones para comenzar la reinscripción teniendo que llegar a los tribunales para poder iniciar el proceso de recogido  endorsos. A diferencia del año 2004, el proceso del 2008 tardó cuatro meses en comparación con alrededor de tres semanas del 2004 y no contó con la participación unánime del partido cuando varios líderes y comités locales se negaron a participar del proceso, al hacer un llamado a una ¨reorganización del partido¨ previo a una reinscripción acelerada. El 6 de abril de 2009, el presidente del PIP, Rubén Berríos Martínez anunció la culminación del proceso de recogido de endosos.

### Vigilancia del FBI
En 2003, The New York Times informó lo siguiente acerca de la Oficina Federal de Investigaciones: admitió públicamente que había ordenado "tremendamente destructivos" los esfuerzos contra las organizaciones, entre ellas la del Partido Independentista Puertorriqueño: 
"Ellos incluyen una Directiva de 1961 el señor Hoover para buscar información sobre 12 líderes de la independencia del movimiento, seis de las cuales operan en Nueva York," en relación con sus debilidades, moral, antecedentes penales, esposos, hijos, vida familiar, titulación académica y otras actividades personales distintas de las actividades proindependencia. "Las instrucciones fueron dadas en el marco del programa de vigilancia interior conocido como COINTELPRO, que tenía por objeto el seguimiento agresivo contra la guerra, grupos de izquierda y otros en los Estados Unidos e interrumpiéndolos. 
En el caso de los grupos de independencia de Puerto Rico, 1961, J. Edgar Hoover nota se refiere a «nuestros esfuerzos para interrumpir sus actividades y contrarrestar su eficacia." Los expertos dicen que los documentos proporcionan adiciones inestimable a la historia de Puerto Rico. "Espero que esta va a alterar un poco el análisis de por qué la independencia no ha llegado-dijo Félix V. Matos Rodríguez, director del centro en el Hunter. "En la década de 1940, la independencia fue el segundo movimiento más grande de política en la isla, (después de la ayuda para el estado libre asociado), y una alternativa real. Pero fue penalizado. 
La existencia de los documentos del FBI salió a la luz durante una sesión de la Cámara de Representantes de EE. UU. Créditos audiencia del subcomité en el año 2000, cuando el representante José E. Serrano, de Nueva York cuestionó Louis J. Freeh, entonces director del FBI, sobre el tema. Freeh dio el primer reconocimiento público de la vigilancia del gobierno federal en Puerto Rico y ofreció un mea culpa.
«Su pregunta se remonta a un período, en particular en la década de 1960, cuando el FBI operó un programa que hizo una tremenda destrucción a muchas personas, al país y, ciertamente, el FBI, dijo Freeh, de acuerdo a las transcripciones de la audiencia. Freeh dijo que haría los archivos disponibles "y ver si podemos corregir algunas de las atroces acciones ilegales, tal vez la acción penal, que se produjeron en el pasado'.
La vigilancia del FBI de cualquier persona u organización que abogue independencia de Puerto Rico ha sido reconocido por los altos funcionarios del FBI. La vigilancia del FBI al pasado del movimiento pro-independencia se detalla en el 1,8 millones de documentos, una fracción de los cuales fue declarada de libre acceso en 2000.
A continuación, el director del FBI Louis Freeh hizo un reconocimiento sin precedentes a los efectos que el FBI había desarrollado una acción atroz e ilegal de los años 1930 y 1990, muy posiblemente con la participación del FBI en crímenes generalizados y la violación de los derechos constitucionales en contra de los puertorriqueños. Algo que sorprendió a una audiencia de Presupuesto del Congreso al admitir que su agencia había violado los derechos civiles de muchos puertorriqueños durante los años y había participado en "acciones ilegales graves, tal vez la acción penal."

## Argumentos del partido a favor de la independencia
En el 2004, Rubén Berríos Martínez reclamó que se ha comprobado en los últimos años el pueblo de Puerto Rico ha llegado a su límite económico y como resultado se ve este estancamiento económico evidenciado. Para el tiempo había un 30% de desempleados al igual que más de 50% de familias dependían de cupones para sostenerse.
El PIP se trataría de construir un nuevo sistema legislador y a la vez redactar la nueva constitución para luego someter esta ante los próximos comicios.
El Partido Independentista Puertorriqueño tiene una rama en el exterior en los EE. UU. llamada Diáspora PIP, con sedes en Nueva York, Miami, Chicago, Nueva Jersey, San Francisco, Portland, Connecticut y Seattle.

## Líderes del partido

Bandera de Puerto Rico - creada en 1895 por el Movimiento independentista puertorriqueño, aliado del Partido Revolucionario Cubano.

- Gilberto Concepción de Gracia, fundador del PIP y presidente del partido entre 1946 y 1968.
- Rubén Berríos Martínez, presidente vitalicio. Electo senador en 1972, 1984, 1992 y 1996. Candidato a la gobernación en 1976, 1980, 1988, 2000 y 2004.
- María de Lourdes Santiago, vicepresidenta y senadora de Puerto Rico
- Fernando Martín García, presidente ejecutivo.
- Edwin Irizarry Mora, candidato a gobernador en las elecciones generales de 2008.
- Víctor García San Inocencio, exrepresentante en la Cámara de Representantes de Puerto Rico, por tres términos consecutivos, siendo electo en las elecciones de 1996, 2000 y 2004. Además, se desempeña como secretario de Asuntos Legislativos y Comunicaciones.
- David Noriega, fue representante en la Cámara de Representantes de Puerto Rico, por tres términos consecutivos, siendo electo en las elecciones de 1984, 1988 y 1992. Candidato a gobernador en las elecciones generales de 1996 renunciando luego al partido a finales de la década de 1990. Falleció el 4 de mayo de 2013.
- Juan Dalmau Ramírez, candidato a gobernador para las elecciones del 2012 y 2020. Secretario general, ex comisionado electoral.
- Roberto Iván Aponte, comisionado electoral.
- Manuel Rodríguez Orellana, secretario de Asuntos con Norteamérica.
- Luis Roberto Piñero, líder del PIP en la ciudad capital de San Juan, candidato a alcalde de San Juan, presidente de Independentistas Pro Unicameralidad.
- Bienvenido Vélez Rosas, líder del PIP en la ciudad de San Germán, asistió en la fundación del partido y candidato a representante en los distritos de San Germán, Sabana Grande y Lajas.

## Bandera del partido

Bandera del partido

La insignia del Partido Independentista Puertorriqueño consiste de una bandera con una cruz blanca descansando sobre un fondo verde (específicamente, las proporciones utilizadas en la bandera de Suecia). Fueron los delegados del pueblo de Vega Alta quienes presentaron este diseño durante la Asamblea de Fundación del PIP el 20 de octubre de 1946.
La bandera independentista significa:
"un campo rectangular simbolizando la isla de Puerto Rico, de color verde, simbolizando la esperanza del pueblo en el ideal de la libertad; una cruz blanca descansando sobre el fondo verde, simbolizando el sacrificio y compromiso democrático del Partido Independentista Puertorriqueño".

## Resultados electorales

### Elecciones a gobernador
|  | 10,20 % |

|  | 19,00 % |

|  | 12,40 % |

|  | 3,10 % |

|  | 2,80 % |

|  | 3,50 % |

|  | 5,40 % |

|  | 5,70 % |

|  | 5,40 % |

|  | 3,60 % |

|  | 5,50 % |

|  | 4,20 % |

|  | 3,80 % |

|  | 5,20 % |

|  | 2,75 % |

|  | 2,06 % |

|  | 2,52 % |

|  | 2,13 % |

|  | 13,72 % |

|  | 30,77 % |

### Elecciones a Comisionado Residente
|  | 5,30 % |

|  | 3,80 % |

|  | 4,50 % |

|  | 3,40 % |

|  | 3,50 % |

|  | 4,80 % |

|  | 2,89 % |

|  | 1,99 % |

|  | 2,08 % |

|  | 2,70 % |

|  | 6,30 % |

### Elecciones legislativas
| Año electoral | Escaños | +/–         |
| ------------- | ------- | ----------- |
| 1948          | 0/27    | Sin cambios |
| 1952          | 5/27    | 5           |
| 1956          | 3/27    | 2           |
| 1960          | 0/27    | 3           |
| 1964          | 0/27    | Sin cambios |
| 1968          | 0/27    | Sin cambios |
| 1972          | 1/27    | 1           |
| 1976          | 0/27    | 1           |
| 1980          | 0/27    | Sin cambios |
| 1984          | 1/27    | 1           |
| 1988          | 1/27    | Sin cambios |
| 1992          | 1/27    | Sin cambios |
| 1996          | 1/27    | Sin cambios |
| 2000          | 1/27    | Sin cambios |
| 2004          | 1/27    | Sin cambios |
| 2008          | 0/27    | 1           |
| 2012          | 1/27    | 1           |
| 2016          | 1/30    | Sin cambios |
| 2020          | 1/27    | Sin cambios |
| 2024          | 2/28    | 1           |

| Año electoral | Escaños | +/–         |
| ------------- | ------- | ----------- |
| 1948          | 0/51    | Sin cambios |
| 1952          | 10/51   | 10          |
| 1956          | 6/51    | 4           |
| 1960          | 0/51    | 6           |
| 1964          | 0/51    | Sin cambios |
| 1968          | 0/51    | Sin cambios |
| 1972          | 2/51    | 2           |
| 1976          | 0/51    | 2           |
| 1980          | 0/51    | Sin cambios |
| 1984          | 1/51    | 1           |
| 1988          | 2/51    | Sin cambios |
| 1992          | 1/51    | 1           |
| 1996          | 1/51    | Sin cambios |
| 2000          | 1/51    | Sin cambios |
| 2004          | 1/51    | Sin cambios |
| 2008          | 0/51    | 1           |
| 2012          | 0/51    | Sin cambios |
| 2016          | 1/51    | 1           |
| 2020          | 1/51    | Sin cambios |
| 2024          | 3/53    | 2           |